# Nāḩiyat Babīlā
Nāḩiyat Babīlā (arabiska: ناحية ببيلا) är ett subdistrikt i Syrien.   Det ligger i provinsen Rif Dimashq, i den sydvästra delen av landet, 9 km sydost om huvudstaden Damaskus.
Omgivningarna runt Nāḩiyat Babīlā är i huvudsak ett öppet busklandskap. Runt Nāḩiyat Babīlā är det ganska tätbefolkat, med 75 invånare per kvadratkilometer.